# مزیمیستی
مزیمیستی (به چکی: Meziměstí) یک منطقهٔ مسکونی در جمهوری چک است که در ناحیه ناخود واقع شده‌است. مزیمیستی ۲٬۶۴۱ نفر جمعیت دارد.